# Herb Migdal ha-Emek
Herb Migdal ha-Emek został po raz pierwszy opublikowany 28 marca 1963 roku.
Herb jest wykonany w kształcie tarczy, w której górnej części umieszczono nazwę miasta w języku hebrajskim מגדל העמק.
Wszystkie elementy, które zostały umieszczone poniżej, mają swoje symboliczne znaczenie. Budynek domu położonego na wzgórzu, które góruje nad położoną poniżej doliną, w sposób szczególny oddaje geograficzne położenie miasta Migdal ha-Emek. Jest ono położone na stokach masywu górskiego Hare Nacerat, który od północy góruje nad Doliną Jezreel. Również hebrajska nazwa miasta w sposób szczególny wyraża jego geograficzne położenie. Migdal ha-Emek jest tłumaczone na język polski jako Wieża Doliny, i odnosi się do strategicznego położenia miasta górującego nad północną częścią Doliny Jezreel. Znajdujące się poniżej zaorane pola pokazują intensywnie eksploatowaną rolniczo Dolinę Jezreel. Po prawej stronie widnieje gałązka oliwna, co jest dowodem na dużą liczbę drzew oliwnych rosnących w okolicy. Dolna część herbu jest wykończona na kształt koła zębatego, co reprezentuje lokalny przemysł. Oficjalna flaga miasta jest koloru niebieskiego, z białym herbem pośrodku.